# Brandstetterkogel
Der Brandstetterkogel ist mit 569 m ü. A. die höchste Erhebung auf der Neustadtler Platte in der Marktgemeinde Neustadtl an der Donau im Bezirk Amstetten im Strudengau in Niederösterreich.

## Beschreibung
Der Brandstetterkogel ist einer der abgerundeten Berggipfel, die aus dem Hochplateau der Neustadtler Platte herausragen, und liegt im niederösterreichischen Landschaftsschutzgebiet Strudengau und Umgebung. Geologisch besteht der Brandstetterkogel aus Weinsberger Granit und ist damit Teil des Südböhmischen Plutons.

## Freizeit
Auf einer seiner Kuppen befindet sich auf einer Seehöhe von 532 m ü. A. die Viktoria-Adelheid-Schutzhütte des Österreichischen Touristenklubs, die den Zielpunkt des regionalen Wanderweges Matrassteig bildet. Der von Passau bis Ybbs an der Donau führende Donau-Höhen-Rundwanderweg führt an der Schutzhütte vorbei.
Auf einer weiteren Kuppe des Brandstetterkogels, dem sogenannten Gipfelstein, wurde auf einer Seehöhe von 519 m ü. A. eine Aussichtsplattform errichtet und ein Friedenskreuz aufgestellt.